# Sphingomyélinase
La sphingomyélinase (SMase) ou sphingomyéline diestérase est une hydrolase impliquée dans le métabolisme des sphingolipides. Elle fait partie de la superfamille des ADNases I et réalise le clivage des sphingomyélines en phosphocholine et céramides. L'activation de la sphingomyélinase a été proposée comme voie principale de la production de céramides sous l'effet du stress cellulaire.
Cinq types de sphingomyélinases ont été identifiées à ce jour. Elles sont classées en fonction de leur cofacteur cationique et de leur pH optimum :
- SMase acide lysosomiale
- SMase acide sécrétée dépendante du zinc
- SMase neutre dépendante du magnésium
- SMase neutre indépendante du magnésium
- SMase alcaline

Parmi celles-ci, ce sont la SMase acide lysosomiale et la SMase neutre dépendante du magnésium qui sont considérées comme les principales candidates pour la production de céramides en réponse au stress cellulaire.

## Sphingomyélinase neutre
L'activité enzymatique de la sphingomyélinase neutre (SMase neutre) a été décrite pour la première fois dans les fibroblastes de patients atteints de la maladie de Niemann-Pick, une maladie de surcharge lysosomiale caractérisée par une carence en sphingomyélinase acide. D'autres études ont montré par la suite que cette enzyme est produite par un gène spécifique, qu'un pH de 7,4 est optimal pour son activité, qu'elle dépend de la présence de cations magnésium Mg2+ pour son fonctionnement, et qu'elle est particulièrement abondante dans le cerveau.
Cependant, une étude plus récente réalisée dans le cerveau de bovins suggère l'existence de plusieurs isoformes de sphingomyélinase neutre caractérisées par des propriétés biochimiques et chromatographiques différentes.